# نجا الكاساكي
نجا الكاساكي أو نادجا كان ملازماً في عهد أمير حلب سيف الدولة الحمداني خلال القرن العاشر. في ربيع عام 958، أرسل سيف الدولة نجا إلى الجزيرة الفراتية لمواجهة القوة البيزنطية الغازية بقيادة القائد والإمبراطور المستقبلي جون الأول تزيميسكيس. بقيادة جيش قوامه حوالي 10,000 رجل، تعرض نجا لهزيمة ساحقة على يد تزيميسكيس، الذي واصل مسيرته عبر الجزيرة دون معارضة، حتى أنه استمر في الاستيلاء على صمصاد وهزيمة سيف الدولة نفسه في معركة. في عام 960، وفي محاولة لاستغلال غياب الوجود البيزنطي في الشرق بعد هجومهم على جزيرة كريت ، أرسل سيف الدولة نجا لمهاجمة حصن ترنيك الأرمني، حيث حقق انتصارًا على قائد هانزيت المدعو ميخائيل. في العام التالي، أغار نجا مرة أخرى على أرمينيا، حيث هزم أمير ملطية، عبد الله، الذي قَبِل التبعية البيزنطية. في سبتمبر 963، داهم نجا مدينة ملطية مرة أخرى. وفي نفس العام تم إرسال نجا لإخضاع تمرد داخلي بقيادة والي حران السابق هبة الله. بعد هزيمة المتمردين، انقلب نجا نفسه على سيف الدولة، وتحرك بسرعة نحو ميافارقين. ومع ذلك، فشل نجا في الاستيلاء على المدينة، وسرعان ما تراجع إلى أرمينيا حيث تمكن من الاستيلاء على بعض الحصون حول بحيرة وان. في خريف 964، فشل نجا مرة أخرى في الاستيلاء على ميافارقين، وسرعان ما أُعيد تقديمه لسلطة سيف الدولة. قُتل في ميافارقين في شتاء عام 965.